# 彰化振豐源商行
彰化振豐源商行，是位於彰化縣彰化市的一處商行建築，該建築為磺溪吳氏宗族所有，目前已指定為彰化縣縣定古蹟。

## 沿革
振豐源商行最初於為完工於大正14年（1925年）完工。是居住於彰化市街的地方望族「磺溪吳氏」建立的商號，該店舖創辦人為彰化仕紳吳汝俊，第二代經營者為其長子吳蘅秋。該商號在彰化街上擁有菸草賣捌人及「石油配給統治株式會社」乙種賣捌人身分，主要販售臺灣總督府特許經營的菸草、石油等商品為主。此外也在該建築經營（拉喆散）石油會社代理店。
第二次世界大戰後，該建物曾先後作為診所、彰化第五信用合作社使用，後於1999年受到921大地震影響導致結構受創，使所有權者後代認定該建築物為危樓而規劃拆除。
2016年10月17日，彰化縣文化局認為振豐源商行歷史文化背景薄弱，無歷史文化藝術方面獨特價值，加上結構鑑定經判定結果結構安全問題，因此決議不列入文化資產保存，從而引發在地文史團體搶救及抗議事件，文化部後則在2017年1月要求彰化縣文化局針對吳保存爭議事件逕行審議程序。
後彰化縣文化局因考量「磺溪吳氏在彰化歷史發展之貢獻」及「振豐源商行在都市發展脈絡定位」為由，於2018年舉辦的文化資產審議委員會以表決10票同意、2票反對，將振豐源商行由登錄為縣定古蹟。，然而因所有權人提起訴願或法律程序，建築至今未執行修復工程。

## 建築設計
振豐源商行為雙層樓轉角式街屋，該處占地66坪。該建築物為西方古典樣式建築，結構主以鋼筋混凝土與紅磚為主，轉角處屋頂設有以精緻泥塑裝飾為主的三角形山牆做為裝飾，上有精緻泥塑裝飾，其建築物外觀設有垂直線條與水平為主的線腳裝飾。目前建築外觀結構破損嚴重，並以鐵皮圍籬隔離外觀。